# دنیل مولر
دنیل مولر (انگلیسی: Daniel Müller؛ زادهٔ ۲۹ مهٔ ۱۹۶۵) ورزشکار کرلینگ اهل سوئیس بود.